# Jean-Paul Bourelly
Jean-Paul Bourelly (ur. 23 listopada 1960 w Chicago) – gitarzysta i wokalista amerykański, uprawia muzykę stanowiącą syntezę bluesa, rocka i jazzu.

## Życiorys
Urodził się w rodzinie pochodzenia haitańskiego. W młodości uczył się grać na fortepianie i perkusji, jak również śpiewu operowego. W wieku 14 lat, pod wpływem muzyki Jimiego Hendriksa, zdecydował się jednak poświęcić całkowicie grze na gitarze. Po przeniesieniu się do Nowego Jorku w 1979 r. występował z wieloma muzykami jazzowymi, m.in. z McCoyem Tynerem. W późnych latach 80. rozpoczął karierę solową. W roku 1987 nagrał pierwszy album sygnowany własnym nazwiskiem (Jungle Cowboy), a rok później Miles Davis zaprosił go do nagrania swojego albumu Amandla.
Występował i nagrywał z wieloma muzykami rockowymi, np. z Buddym Milesem, perkusistą Band of Gypsies, dawnej grupy Hendriksa, czy z Jackiem Bruce'em z dawnej kultowej grupy Cream. Akompaniował także Cassandrze Wilson. Obecnie mieszka w Berlinie. Kilkukrotnie występował w Polsce, m.in. na festiwalach Jazz Jamboree i Warsaw Summer Jazz Days.